# Горницкая, Нина Сергеевна
Нина Сергеевна Горницкая (или Цукерштейн-Горницкая; 25 октября 1921 — 15 июня 2005) — советский киновед, доктор искусствоведения (1988). Заслуженный работник культуры Российской Федерации (1997).

## Биография
Родилась в 1921 году. В девичестве — Тараторина, фамилию взяла мужа — врача-кардиолога О. Е. Цукерштейн-Горницкго, сына врача Э. А. Горницкой.
В 1940 году поступила в ЛГУ, но Великая Отечественная война прервала учёбу — была в блокадном Ленинграде с июля 1941 года по январь 1942 года, вольнонаёмная, швея окружных мастерских по капитальному ремонту имущества ЛВО, после чего в составе студентов университета эвакуирована в Саратов. Награждена Орденом Отечественной войны II степени (1985).
В 1944 году окончила ЛГУ. Защитила кандидатскую (1954), а затем докторскую (1988) диссертации.
В 1950—1956 годах работала преподавателем Архангельского педагогического института.
С 1959 года — старший научный сотрудник сектора кино, с 1990-х ведущий научный сотрудник сектора кино и телевидения Российского института истории искусств, Санкт-Петербург.
Член Союза кинематографистов России, член Ассоциации кинообразования и медиапедагогики России.
В 1997 году присвоено звание «Заслуженный работник культуры Российской Федерации» (1997).
Умерла в 2005 году.